# Harry Behn
Harry Behn (24 de setiembre de 1898 – 6 de setiembre de 1973) fue un escritor estadounidense que se desempeñó como guionista cinematográfico entre la década de 1920 y 1930, tras lo cual trabajó como profesor de escritura creativa en la Universidad de Arizona de 1938 a 1947 y cofundó la University of Arizona Press; más tarde se mudaría a Connecticut y pasó a hacer literatura infantil.
Su hijo dio voz al personaje de Tambor en Bambi.
Behn murió en 1973 durante un viaje en Sevilla.

## Filmografía
- El gran desfile (1925)
- Proud Flesh (1925), junto a Agnes Christine Johnson
- La Bohème (1926), junto a Ray Doyle
- Y el mundo marcha (1928), junto a King Vidor y John V.A. Weaver
- La horda (1928), junto a Del Andrews
- Frozen River (1929)
- Sin Sister (1929), junto a Andrew Bennison
- Los ángeles del infierno (1930), junto a Howard Estabrook
- Secret of the Chateau (1934), junto a Richard Thorpe